# Compromesso del 1790
Il Compromesso del 1790 fu un accordo tra il segretario al Tesoro, Alexander Hamilton, ed il segretario di Stato, Thomas Jefferson, con il deputato della Virginia James Madison. Con il compromesso Hamilton si assicurò l'approvazione all'Assumption Bill, con il quale il governo federale avrebbe rilevato e pagato i debiti dei singoli Stati della Confederazione, mentre Jefferson e Madison ottennero che la nuova capitale nazionale (Distretto di Columbia) venisse costruita nel Sud della Confederazione. Il compromesso risolse lo stallo in cui versava il Congresso sulle due questioni del debito e della nuova capitale federale. Infatti, i deputati degli Stati meridionali stavano bloccando l'accollo dei debiti statali da parte del Tesoro federale, indebolendo così il programma di Hamilton per la costruzione di un governo federale economicamente solido. Dall'altra parte i deputati degli Stati del Nord respingevano la proposta, molto voluta dai deputati della Virginia, di ubicare la capitale nazionale permanente al confine tra Virginia e Maryland.
L'incontro venne organizzato da Thomas Jefferson e solo lui, James Madison e Alexander Hamilton furono presenti. Ciò diede adito a diverse ipotesi su ciò che venne discusso durante l'incontro.
Il compromesso rese possibile l'approvazione del Residence Act e l'accollo federale dei debiti degli Stati nel luglio e nell'agosto 1790. Secondo lo storico Jacob Cooke, è "generalmente considerato uno degli accordi più importanti della storia degli Stati Uniti, classificandosi appena al di sotto dei più noti compromesso del Missouri e del compromesso del 1850 ".

## Incontro
Alla fine degli anni 1780, tutti i politici, sia a livello federale che statale, stavano cercando, anche con negoziati non ufficiali, una soluzione allo stallo legislativo in cui era bloccato il Congresso. Nell'estate del 1790 si tennero una serie di incontri clandestini e cene politiche a New York, che allora fungeva da capitale temporanea della nazione.

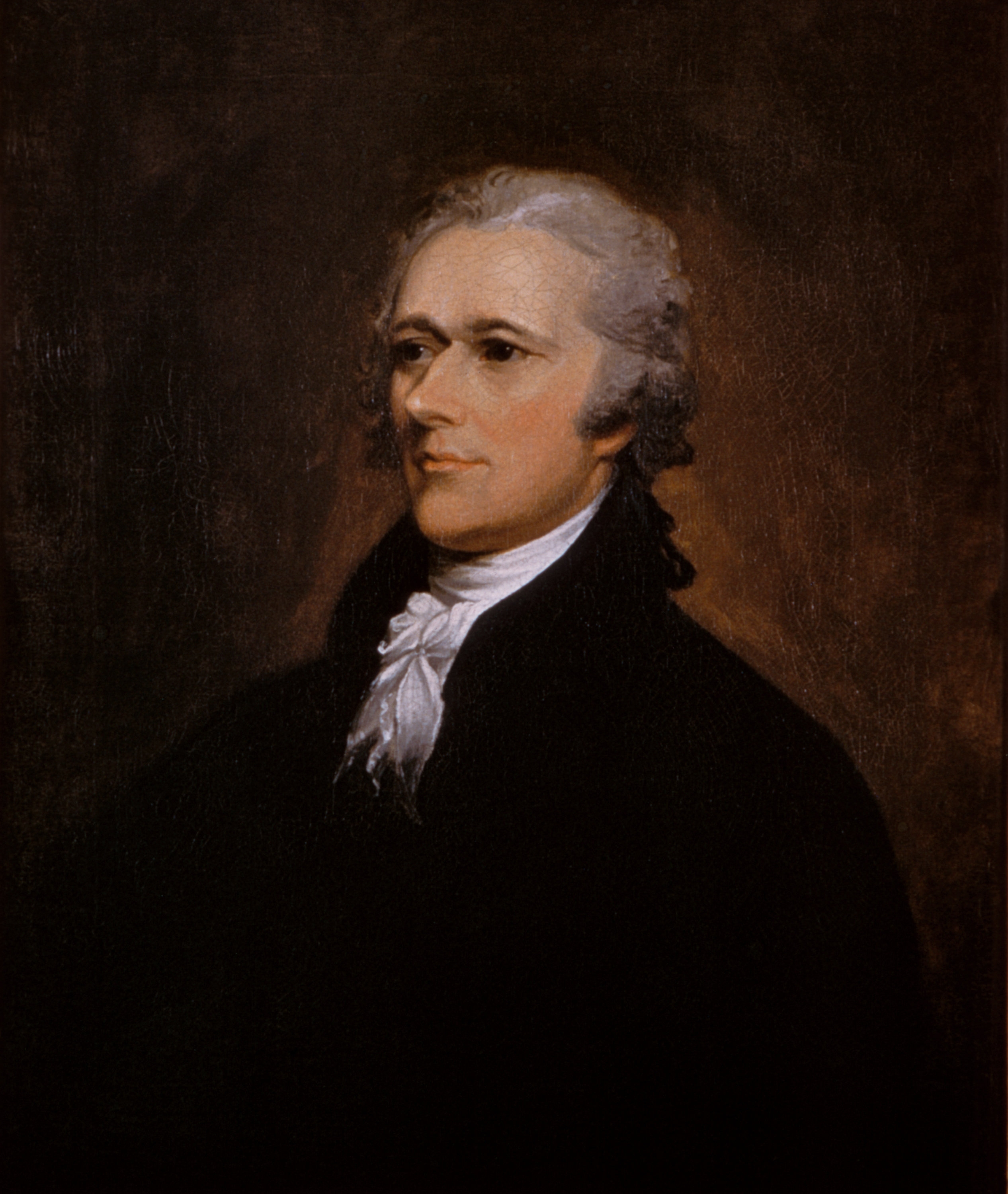
Alexander Hamilton

Il "patto della tavola" fu un episodio cruciale nelle fasi finali di questi tentativi di mediazione. Sulla base di un resoconto fornito dal segretario di Stato, Thomas Jefferson, due anni dopo l'evento, la "cena" fu un incontro privato tra il segretario al Tesoro, Alexander Hamilton ed il deputato alla Camera dei rappresentanti, James Madison. A giugno 1790 l'Assumption Bill era stato bocciato per la seconda volta alla Camera e Hamilton disperava di poter attuare il suo programma economico. Per evitare il tracollo delle finanze della neonata confederazione, si appellò al nuovo segretario di Stato, Jefferson, affinché esercitasse la sua influenza sulla questione. Secondo il resoconto dello stesso Jefferson, egli stesso organizzò, intorno al 20 giugno 1790, una cena con i due esponenti politici nella sua residenza a New York. L'incontro produsse una soluzione politica sulla crisi dell'accollo dei debiti e della scelta del luogo dove costruire la nuova capitale.

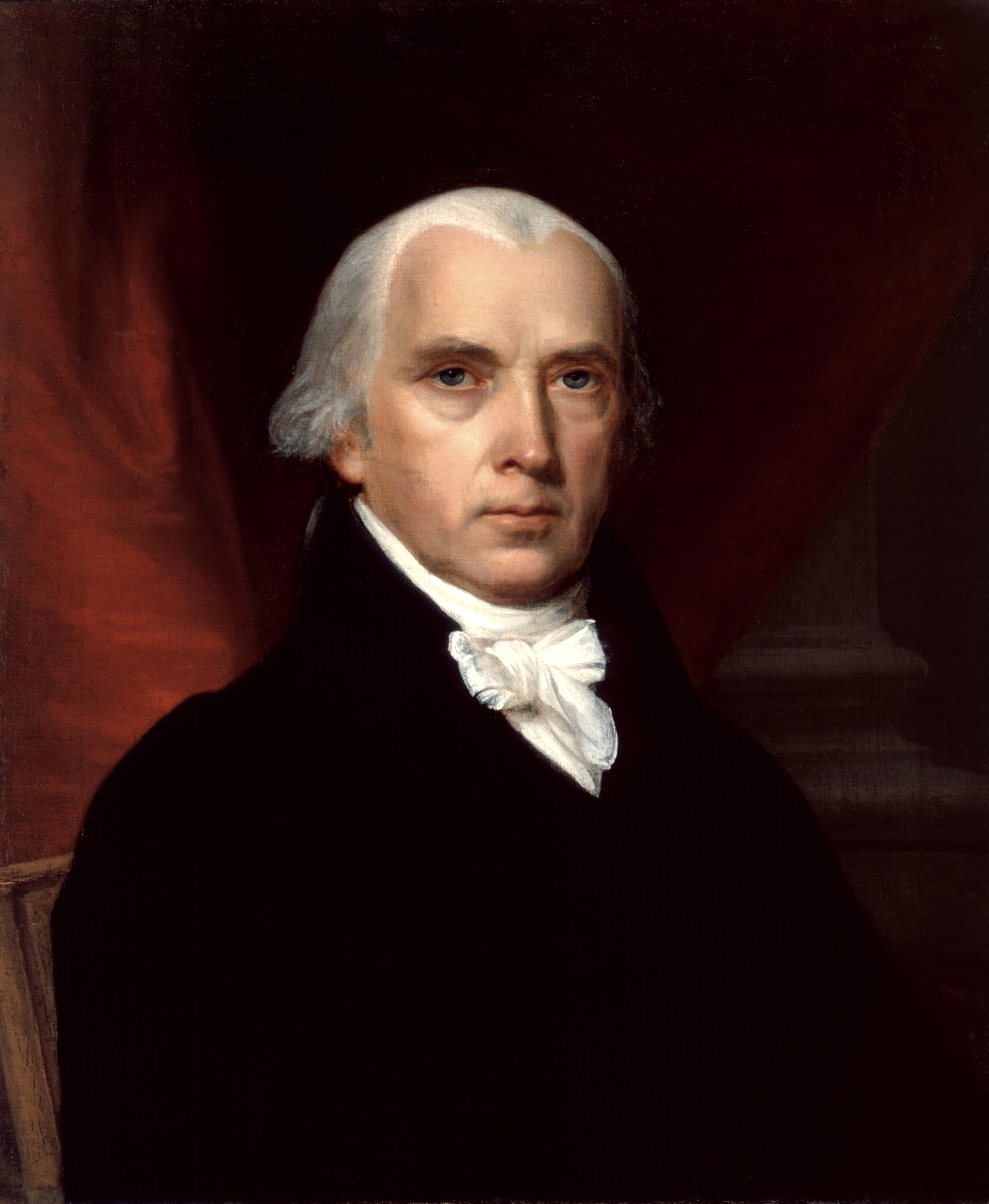
James Madison

Jefferson ha così descritto l'incontro tra i due uomini nel suo alloggio a New York:

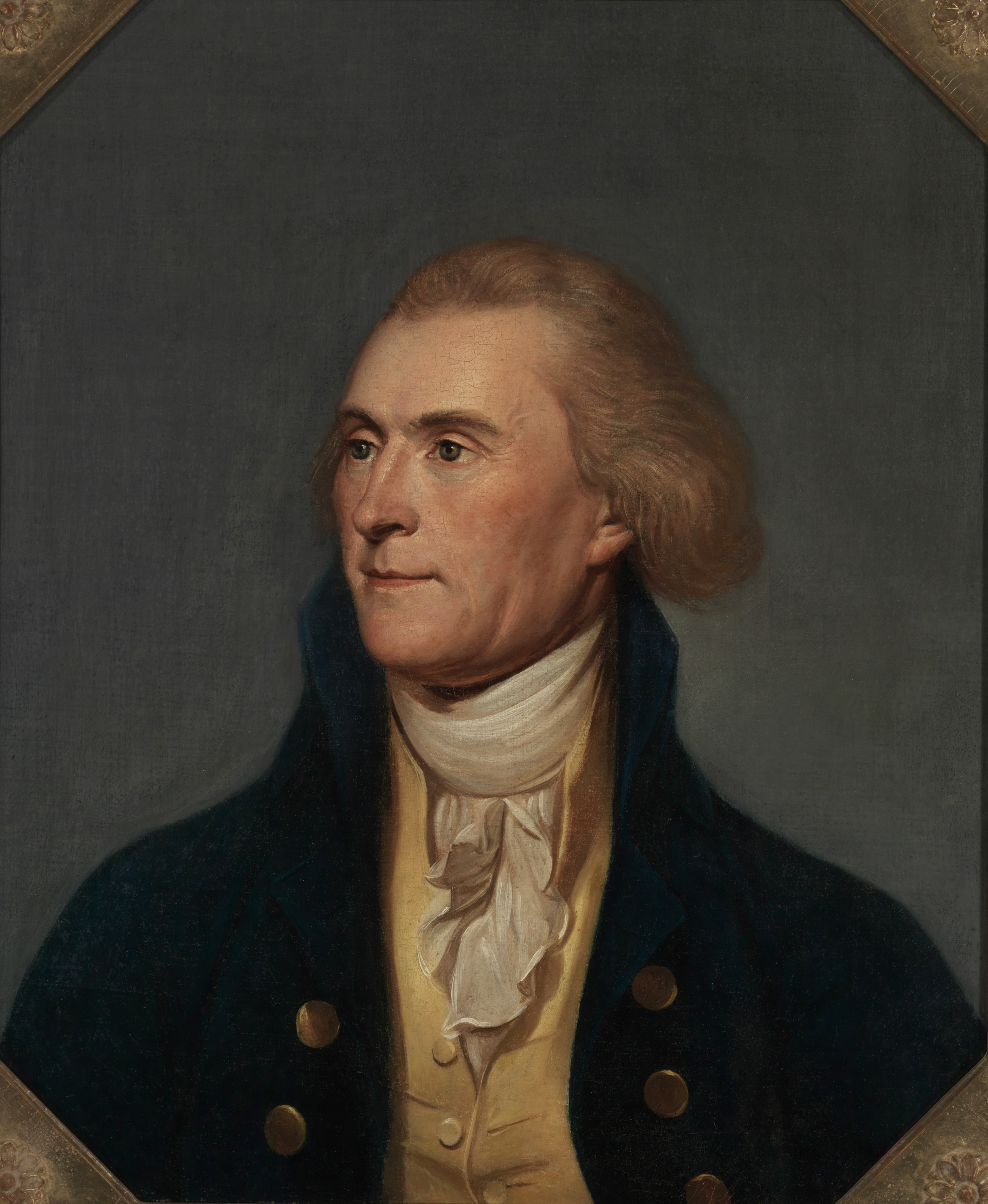
Thomas Jefferson

La disposizione chiave del primo rapporto del segretario Hamilton sul credito pubblico ottenne l'approvazione anche con il passaggio sull'Assumption Act, che stabilì le basi per il credito pubblico. Il Residence Act sancì che il luogo della capitale permanente degli Stati Uniti si dovesse trovare negli Stati agrari meridionali del Maryland e della Virginia, all'epoca il centro demografico del paese, piuttosto che in un centro metropolitano ed economico come New York o Filadelfia. Come parte dell'accordo, Jefferson e Madison ottennero da Hamilton un vantaggioso aggiustamento del debito per il loro Stato della Virginia.

## Accollo
Lo storico Max M. Edling ha spiegato come funzionava l'accollo dei debiti di singoli Stati, perché era per Hamilton il vero problema critico; la posizione della capitale era uno stratagemma utile per il negoziato. Hamilton propose che il Tesoro federale subentrasse ai singoli Stati accollandosi il debito da questi contratto per finanziare la guerra d'indipendenza americana. Il Tesoro avrebbe emesso obbligazioni che sarebbero state acquistate dai più abbienti che avrebbero così partecipato in modo tangibile al successo del governo nazionale. Il piano di Hamilton prevedeva poi che le nuove obbligazioni rappresentanti il debito sarebbero state ripagate con le entrate derivanti da un nuovo dazio sulle importazioni. Jefferson inizialmente approvava il progetto, ma Madison gli fece cambiare idea sostenendo che il controllo federale del debito avrebbe concentrato troppo potere nel governo nazionale.
Edling ha sottolineato che dopo la sua difficile approvazione nel 1790, la tecnica dell'accollo venne accettata con naturalezza. Madison tentò di pagare gli speculatori al di sotto della parità, ma venne restituito il valore nominale dei debiti statali, indipendentemente dal prezzo pagato per l'acquisto. Jefferson, quando divenne presidente, mantenne in vigore il sistema. Il debito degli Stati Uniti era solidamente riconosciuto in patria e all'estero, e Hamilton riuscì con successo ad attrarre nel suo nuovo Partito Federalista molti degli obbligazionisti. Il buon credito raggiunto dalla nuova nazione permise al segretario al Tesoro di Jefferson, Albert Gallatin, di ottenere prestiti in Europa per l'acquisto della Louisiana nel 1803, e per finanziare la guerra del 1812.

## Nella cultura popolare
Il compromesso è rappresentato anche nel musical Hamilton di Lin-Manuel Miranda nella canzone " The Room Where It Happens ", che racconta la storia dal punto di vista di Aaron Burr.